# Recursolândia
Recursolândia es un municipio brasileño del estado del Tocantins. Se localiza a una latitud 08º43'40" sur y a una longitud 47º14'35" oeste, estando a una altitud de 0 metros. Su población estimada en 2004 era de 3 594 habitantes.
Posee un área de 1859611 km².